# Акуловский
Акуловский — микрорайон в составе Дзержинского района Перми.

## География
Микрорайон расположен в правобережной части города, ограничен с юга железной дорогой, с запада улицей Белоевской, с востока границей застройки по улице Красноборская, на север микрорайон выходит за улицу Якутская в сторону Северного кладбища. Согласно ряду документов градостроительного характера микрорайон включает в себя микрорайон Комсомольский.

## История
Поселок стал застраиваться после Великой Отечественной войны, первые улицы появились в 1948 году. Территория микрорайона была отдана для индивидуального жилищного строительства. До 1970-х годов микрорайона назывался им. Окулова. После того, как было выяснено, что существует путаница в названиях географических объектов, посвященных героям гражданской войны Филиппу Акулову и Степану Окулову, название было откорректировано.

## Улицы
Основные улицы микрорайона, проходящие параллельно железной дороги: Кочегаров, Машинистов, Кустарная, Ветлужская, Якутская. Перпендикулярно железной дороге проходит улица Красноборская.

## Инфраструктура
Станция Пермь-Сортировочная. Пермский завод пластмассовых изделий.

## Транспорт
Автобусные маршруты № 6, 12, 15, 20, 60, 10Т. Остановочная платформа «Комсомольская» Свердловской железной дороги.

## Достопримечательности
Церковь Иконы Божией Матери «Неупиваемая чаша», построенная в 2003 году. Церковь Всех Святых, в земле Российской просиявших, при Северном кладбище (построена в 2000 году).